# Waiting time
Si tratta di una misura di prestazione utilizzata nei problemi  di sequenziamento / Teoria della schedulazione ed indica quando tempo la lavorazione su di un lotto in un reparto produttivo deve essere attesa prima di poter esser iniziata. Ricordando che
{\displaystyle L_{k}}: indica il generico lotto k-esimo estratto da un insieme di n lotti che devono essere lavorati
{\displaystyle A_{k,i}}: è il tempo di attesa per il lotto k-esimo tra l'ultimazione della lavorazione i-1 e  l'inizio della lavorazione successiva i.
Waiting time, in simboli {\displaystyle A_{k}}, indica quanto tempo il lotto {\displaystyle L_{k}} rimane in attesa prima di iniziare le lavorazioni; formalmente se le lavorazioni da effettuarsi sul lotto sono in numero m allora il tempo di attesa totale è pari alla somma dei tempi di attesa di tutte le m operazioni
{\displaystyle A_{k}=\sum _{i=1}^{m}A_{k,i}}
La bontà di una schedulazione per un generico lotto k è completamente specificata da  {\displaystyle A_{k}} nel  senso che il confronto tra diverse sequenze possibili si basa sulla seguente relazione d'ordine: “una sequenza è preferibile ad un'altra sequenza se e solo se {\displaystyle A_{k}} < {\displaystyle A_{k}^{'}}.“